# اندرو براون
اندرو براون (به انگلیسی: Andrew Brown) (زاده ۱۹۵۵ در لندن) روزنامه‌نگار و نویسنده، سردبیر بخش عقاید در یکی از گاهنامه‌های برخط روزنامه گاردین است. وی همچنین ستونی ثابت در روزنامه (مطبوع) گاردین دارد. او به خاطر کتاب ماهیگیری در آرمانشهر، در سال ۲۰۰۹ برنده جایزه اورول شد.
1. ↑  Full profile | guardian.co.uk